# Castle Rock (Washington)
Castle Rock é uma cidade localizada no estado norte-americano de Washington, no Condado de Cowlitz.

## Demografia
Segundo o censo norte-americano de 2000, a sua população era de 2130 habitantes.
Em 2006, foi estimada uma população de 2144, um aumento de 14 (0.7%).

## Geografia
De acordo com o United States Census Bureau tem uma área de
3,5 km², dos quais 3,5 km² cobertos por terra e 0,0 km² cobertos por água. Castle Rock localiza-se a aproximadamente 30 m acima do nível do mar.

## Localidades na vizinhança
O diagrama seguinte representa as localidades num raio de 16 km ao redor de Castle Rock.